# Filmpool Nord
Filmpool Nord, startat 1996, är ett regionalt resurscentrum och ett produktionscentrum för film. Filmpool Nord AB är ett aktiebolag och ägs av elva kommuner i Norrbotten; alla kommuner i Norrbotten utom Arvidsjaurs, Haparandas och Gällivares samt Norrbottens läns landsting. Filmpool Nord är med en årlig omsättning på ca 27 miljoner kronor Sveriges näst största regionala produktionscentrum för kortfilm, dokumentärfilm, och långfilm samt TV-produktion. Företaget har sju heltidsanställda. Över 75 långfilmer har gjorts i länet och ca 400 kort- och dokumentärfilmer.

## Filmpool Nords filmer (i urval)
- Jägarna (1996)
- Vildängel (1996)
- Fröken Smillas känsla för snö (1997)
- Lusten till ett liv (1999)
- Stjärnsystrar (1999)
- Vingar av glas (2000)
- Knockout (2000)
- Järngänget (2000)
- Grabben i graven bredvid (2002)
- Hundtricket (2002)
- Utbrytarkungen (2002)
- Elina - som om jag inte fanns (2003)
- Populärmusik från Vittula (2004)
- Hotet (2004)
- Så som i himmelen (2004)
- Vinnare och förlorare (2005)
- Pistvakt (2005)
- Babas bilar (2006)
- Frostbiten (2006)
- Säg att du älskar mig (2006)
- Inga tårar (2006)
- Solstorm (2007)
- Järnets änglar (2007)
- Låt den rätte komma in (2008)
- Maria Larssons eviga ögonblick (2008)
- Pingpong-kingen (2008)
- Varg (2008)
- Trädälskaren (dokumentärfilm, 2008)
- Vi hade i alla fall tur med vädret – igen (2008)
- Persona non grata (2008)
- I skuggan av värmen (2008)
- Between 2 Fires (2010)
- Höstmannen (novellfilm, 2010)
- Hur kunde hon (dokumentärfilm, 2010)
- Mie halvan kotia (novellfilm)
- Bröderna Karlsson (2010)
- Myrlandet (kortfilm, 2010)
- Jag saknar dig (2011)
- Jägarna 2 (2011)
- En enkel till Antibes (2011)
- Isdraken (2012)
- Flimmer (2012)
- Dom över död man (2012)
- I lodjurets timma (2012)
- Eskil och Trinidad (2013)
- Mig äger ingen (2013)
- Ömheten (2013)
- Tommy (2013)
- Hela världen i en designskola (2015)

## Vunna priser
| Film                           | Vunna priser | Nomineringar |
| ------------------------------ | --- | --- |
| Så som i himmelen              | | Guldbaggen: - Bästa film - Bästa regi: Kay Pollak - Bästa kvinnliga huvudroll: Frida Hallgren - Bästa manliga huvudroll: Michael Nyqvist - Bästa kvinnliga biroll: Ingela Olsson - Bästa manliga biroll: Lennart Jähkel - Bästa manuskript: Kay Pollak, Carin Pollak, Margaretha Pollak - Bästa foto: Harald Paalgard Oskar: - Bästa utländska film Kay Pollak |
| Elina - som om jag inte fanns  | Guldbaggen bästa kvinnliga biroll: Bibi Andersson | Guldbaggen: Bästa film, producenter: Charlotta Denward, Anders Landström |
| Hundtricket                    | | Guldbaggen: Bästa manliga biroll: Alexander Skarsgård |
| Grabben i graven bredvid       | Guldbaggen bästa manliga huvudroll: Michael Nyqvist | Guldbaggen: - Bästa film - Bästa regi: Kjell Sundvall - Bästa kvinnliga huvudroll: Elisabet Carlsson - Bästa manuskript: Sara Heldt |
| Vingar av glas                 | Guldbaggen bästa manliga biroll: Said Oveissi | Guldbaggen: - Bästa film, producent: Peter Kropénin - Bästa kvinnliga huvudroll: Sara Sommerfeld - Bästa kvinnliga biroll: Aminah Al Fakir |
| Jägarna                        | Guldbaggen: - Bästa regi: Kjell Sundvall - Bästa manliga biroll: Lennart Jähkel | Guldbaggen: - Bästa film - Bästa manliga huvudroll: Rolf Lassgård - Bästa manuskript: Kjell Sundvall, Björn Carlström - Bästa foto: Kjell Lagerroos |
| Säg att du älskar mig          | Guldbaggen bästa kvinnliga huvudroll: Haddy Jallow | |
| Låt den rätte komma in         | Guldbaggen: - Bästa regi: Tomas Alfredson - Bästa manuskript: John Ajvide Lindqvist - Bästa foto: Hoyte van Hoytema - Särskilda insatser: Jonas Jansson, Patrik Strömdahl, Per Sundström, Eva Norén         | Guldbaggen: - Bästa film - Bästa manliga biroll: Per Ragnar |
| Maria Larssons eviga ögonblick | Guldbaggen: - Bästa film - Bästa kvinnliga huvudroll: Maria Heiskanen - Bästa manliga huvudroll: Mikael Persbrandt - Bästa manliga biroll: Jesper Christensen - Särskilda insatser: Matti Bye för filmmusik | Guldbaggen: - Bästa regi: Jan Troell - Bästa kvinnliga biroll: Amanda Ooms - Bästa manuskript - Bästa foto |
| Varg                           | | Guldbaggen: Bästa manliga huvudroll: Peter Stormare |
| Isdraken                       | | Guldbaggen: Bästa visuella effekter: Andreas Hylander |
| Dom över död man               | | Guldbaggen: Bästa kvinnliga biroll: Ulla Skoog |
| Mig äger ingen                 | | Guldbaggen: Bästa manliga huvudroll: Mikael Persbrandt |
| Ömheten                        | | Guldbaggen: Bästa foto: Petrus Sjövik |

## TV-serier
- Möbelhandlarens dotter
- Höök, hade premiär 30 januari 2007 på SVT
- Tjockare än vatten, premiär i januari 2014 på SVT
- LasseMajas detektivbyrå (TV-serie, 2020) Cmore/TV4